# Момотовский сельсовет
Момотовский сельсовет - сельское поселение в Казачинском районе Красноярского края.
Административный центр - село Момотово.

## Население
| 2010 | 2012  | 2013 | 2014 | 2015 | 2016 | 2017 |
| ---- | ----- | ---- | ---- | ---- | ---- | ---- |
| 1043 | ↘1013 | ↘995 | ↘962 | ↘948 | ↘922 | ↘900 |

## Состав сельского поселения
В состав сельского поселения входят 2 населённых пункта:
| № | Населённый пункт | Тип населённого пункта       | Население |
| - | ---------------- | ---------------------------- | --------- |
| 1 | Момотово         | село, административный центр | 734       |
| 2 | Пискуновка       | деревня                      | 309       |

## Местное самоуправление
Момотовский сельский Совет депутатов
Дата избрания: 14.03.2010. Срок полномочий: 5 лет. Количество депутатов:  10
Глава муниципального образования
- И.о. Бербушенко Лариса Алексеевна. Дата избрания: 14.03.2010. Срок полномочий: 5 лет